# Внутрішній просвіт літери

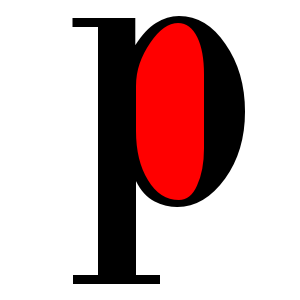
Просвіт літери «р» позначено червоним.

Внутрішній про́світ літери — простір, цілком або частково обмежений штрихами знака. Розрізняють закриті та відкриті просвіти. Приклади закритих просвітів: у кириличних літерах «А», «а», «б», «в» тощо; у латинських літерах «D», «d», «g», «q» тощо; у цифрах «6», «8» тощо. Приклади відкритих просвітів: у кириличних літерах «П», «п», «с» тощо; у латинських літерах «G», «m», «n» тощо; у цифрах «3», «5» тощо. Деякі знаки мають різні накреслення, що відрізняються закритими та відкритими просвітами, наприклад, латинська літера '' та '', цифра '' та ''.

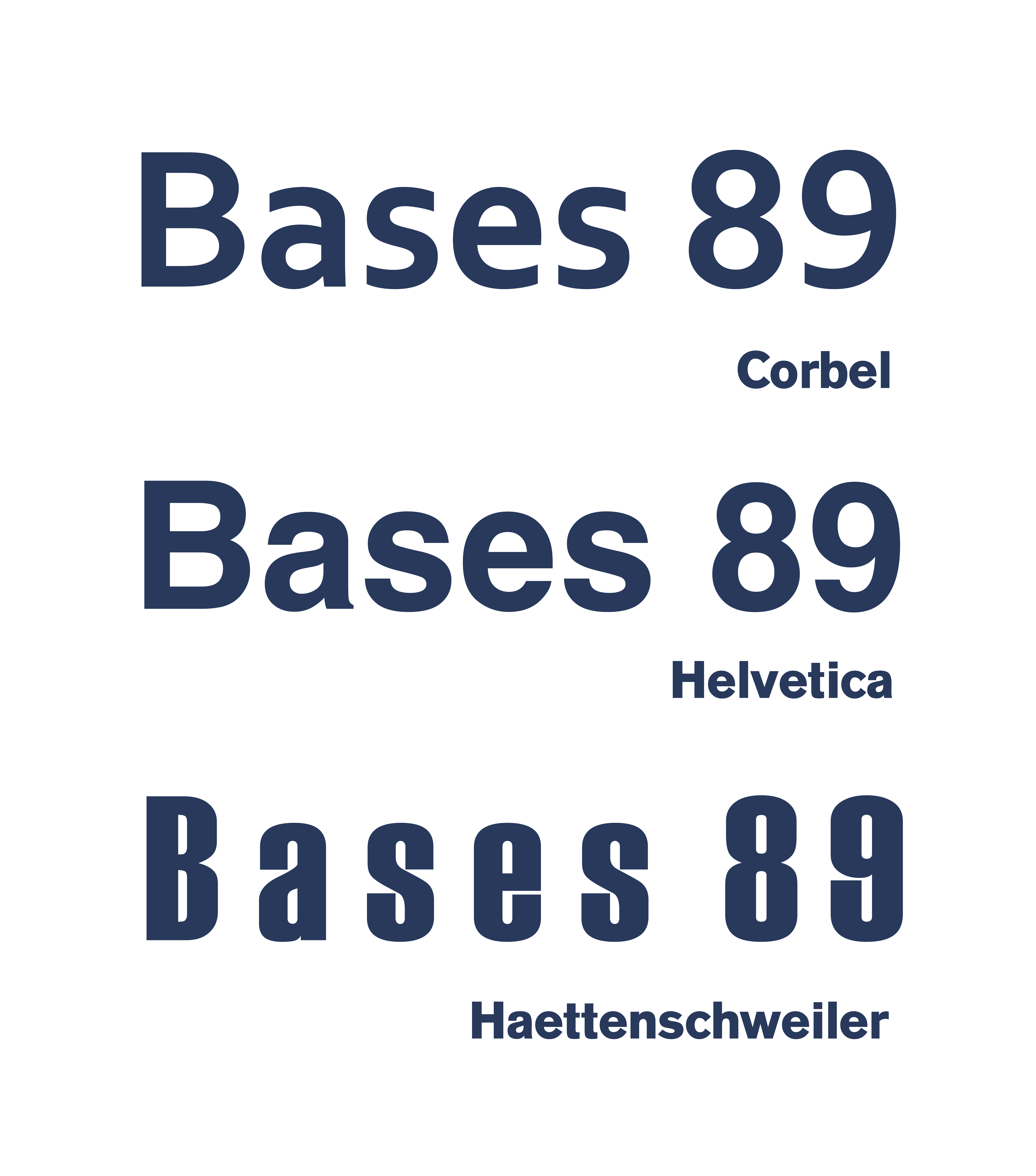
Текст набраний трьома шрифтами з різними апертурами: Corbel (зверху), Helvetica (посередині) та Haettenschweiler (знизу).

Ступінь відкритості форм знаків називають апертурою. Апертура сильно впливає на стиль та розбірливість шрифту.